# Yenisey A1
O Yenisey A1, anteriormente denominado de Luch 4, é um satélite de comunicação geoestacionário russo experimental para avaliar novas tecnologias, entre elas uma antena refletora com grande diâmetro, que está sendo construído pela ISS Reshetnev. O satélite será baseado na plataforma Express-2000 e terá uma expectativa de vida útil de 13 anos.

## História
O mesmo começou a ser desenvolvido sob o nome Luch 4, que era para ser um satélite de retransmissão russo da série Luch para complementar os satélites Luch 5A e 5B. Mais tarde, foi substituído na função pelo satélite Luch 5V e foi redesenhado como uma missão de teste de tecnologia para avaliar várias novas tecnologias, incluindo antenas de grandes porte. Nesta nova função, ela foi renomeado para Yenisey A1.

## Lançamento
O satélite está previsto para ser lançado ao espaço no ano de 2015, por meio de um veículo Proton-M/Briz-M a partir do Cosmódromo de Baikonur, no Cazaquistão. Ele terá uma massa de lançamento de 3000 kg.